# Дейвид Сиймън
Дейвид Андрю Сиймън (на английски: David Andrew Seaman) е английски футболист, роден на 19 септември 1963 г. в Родъръм, Южен Йоркшир. Той е бивш английски футболен вратар, който е играл за няколко клуба, най-вече за Арсенал. Той се оттегля от играта на 13 януари 2004 г., след поредната контузия в рамото. Той е удостоен с Орден на Британската империя през 1997 г. за заслуги към спорта.
Върхът на кариерата му е по време на престоя си в Арсенал и в националния отбор на Англия през 1990-те и началото на 2000 г. По време на престоя си в Арсенал печели редица медали, включително три титли (1991, 1998, 2002), четири ФА Къп (1993, 1998, 2002, 2003), Купата на Лигата през 1993 г. и Европейската КНК през 1994 година. През това време той играе на световните първенства 1998 г. и 2002, както и Евро 96 и Евро 2000, и е на второ място по изиграни мачове сред вратарите в английския национален отбор със 75 мача, след Питър Шилтън.